# باکشات (آریزونا)
باکشات (به انگلیسی: Buckshot) یک منطقهٔ مسکونی در ایالات متحده آمریکا است که در آریزونا واقع شده‌است. باکشات ۰٫۸۳ کیلومتر مربع مساحت و ۵۰٬۸۷۶ نفر جمعیت دارد و ۴۸ متر بالاتر از سطح دریا واقع شده‌است.